# جیمز می: مرد ما در ژاپن
جیمز می: مرد ما در ژاپن (به انگلیسی: James May: Our Man in Japan) یک سریال مستند سفری بریتانیایی است. این سریال که مجری آن جمیز می است در ژانویه ۲۰۲۰ توسط سرویس ویدئویی آمازون منتشر شد. جیمز می در این مجموعه که از مارس تا ژوئن ۲۰۱۹ فیلمبرداری شده‌است، به سفر و گشت و گذار از شمالی‌ترین نقطه ژاپن تا جنوبی‌ترین نقطه آن می‌پردازد.

## قسمت‌ها
این مجموعه شامل ۶ قسمت است که هرکدام حدود ۵۰ دقیقه زمان دارند و همه در ۳ ژانویه ۲۰۲۰ منتشر شدند:
۱- «برو!»
۲- «دلمه کلم‌پیچ»
۳- «دئودورانت»
۴- «هی بیم!»
۵- «موموتارو» («پسر هلویی»)
۶- «اومه‌بوشی» («آلو ترشی»)